# Fabienne Dongus
Fabienne Dongus (Böblingen, 11 maggio 1994) è una calciatrice tedesca, centrocampista dell'Hoffenheim.
È sorella gemella di Tamar, anche lei calciatrice, di ruolo difensore, con la quale ha condiviso le presenze nelle nazionali giovanili della Germania e l'appartenenza ai club fino al passaggio della sorella al campionato italiano dell'estate 2018.

## Carriera

### Club
Fabienne Dongus condivide la passione per il calcio con la sorella Tamar fin da giovanissima, iniziando entrambe a giocare nel 1999 tesserandosi con l'SV Deckenpfronn trasferendosi poi al Sindelfingen nel 2006, società dove, inserita nella formazione B-Juniorinnen, arriva alla finale della stagione 2010-2011 perdendola con le avversarie del Turbine Potsdam.
In quella stessa stagione fa il suo debutto in 2. Frauen-Bundesliga, secondo livello del campionato tedesco femminile di calcio, scendendo in campo per la prima volta con la squadra titolare il 15 agosto 2010, dove nel girone Süd incontra, vincendo 3-0 le avversarie dell'Hoffenheim. La stagione seguente vede la competitività della squadra crescere ottenendo il primo posto al termine del campionato di 2. Frauen-Bundesliga 2011-2012 e la conseguente promozione in Frauen-Bundesliga. Nella massima lega tedesca ha esordito il 2 settembre 2012, nell'incontro casalingo dove la sua squadra viene pesantemente sconfitta per 9-1 dal Turbine Potsdam, mentre la sua prima rete è del 14 aprile 2013, dove al 23' segna su calcio di rigore il 2-0 alle avversarie del Bad Neuenahr, incontro poi terminato con la vittoria per 3-1. Durante il campionato 2012-2013 la squadra stenta ad uscire dalla parte bassa della classifica terminando all'undicesimo posto che le varrebbe la retrocessione, tuttavia a causa di problemi finanziari il Bad Neuenahr, giunto settimo, decide di rinunciare all'iscrizione in Bundesliga femminile così che il Sindelfingen possa disputare nuovamente il primo livello.
Tuttavia, durante il calciomercato estivo 2013 le due sorelle Dongus decidono di trasferirsi al neopromosso Hoffenheim, con Tamar e Fabienne che condividono le sorti della squadra nelle stagioni successive. Il miglior risultato conseguito in questo periodo è il sesto posto nel campionato di Frauen-Bundesliga 2014-2015 e gli ottavi di finale in DFB-Pokal der Frauen, la coppa di lega femminile, nelle stagioni 2016-2017 e 2017-2018.

### Nazionale
Dongus inizia ad essere convocata dalla federazione calcistica della Germania (DFB) fin dal 2010, anno in cui debutta con la formazione Under-16 disputando sei incontri, tutti in amichevole tra le quali le ultime quattro nella Nordic Cup, segnando quattro reti tra le quali quella che apre le marcature nella vittoria con le pari età della Finlandia dell'8 luglio 2010, incontro dove la sorella Tamar fissa la rete del 3-2. e dove la squadra dopo la sconfitta finale contro gli Stati Uniti ha raggiunto il secondo posto.
Sempre del 2010 è la sua convocazione da parte del tecnico Maren Meinert in Under-17, impiegata inizialmente nella formazione che nella doppia amichevole esterna del 14 e 16 dicembre con Israele, dove segna una doppietta nella prima (4-1) e una tripletta nella seconda (5-0), e in seguito inserita in rosa nella squadra che disputa la fase finale dell'edizione 2011 del campionato europeo di categoria. In quell'occasione disputa entrambi i due incontri, la semifinale persa con la Francia ai tiri di rigore del 28 luglio, dopo che l'incontro era terminato 2-2, e la finale per il terzo posto dove le tedesche si impongono per 8-2 sull'Islanda.
Sempre nel 2011 Meinert la chiama nella formazione Under-19 dove fa il suo debutto il 28 febbraio 2012 nell'amichevole vinta per 1-0 sulle pari età dei Paesi Bassi. Dopo quella marca presenze in altre sei amichevoli, venendo inoltre inserita in rosa nella squadra che disputa la fase finale dell'Europeo di Galles 2013. Dongus viene impiegata nei tre incontri del gruppo B, dove la Germania chiude il girone al primo posto con due vittorie e un pareggio, e salta la  semifinale del 28 agosto 2013 dove la Francia la elimina vincendo l'incontro per 2-1.

## Statistiche

### Presenze e reti nei club
Statistiche aggiornate al 28 maggio 2022.
| Stagione            | Squadra             | Campionato          | Campionato | Campionato | Coppe nazionali | Coppe nazionali | Coppe nazionali | Coppe internazionali | Coppe internazionali | Coppe internazionali | Altre coppe | Altre coppe | Altre coppe | Totale | Totale |
| Stagione            | Squadra             | Comp                | Pres       | Reti       | Comp            | Pres            | Reti            | Comp                 | Pres                 | Reti                 | Comp        | Pres        | Reti        | Pres   | Reti   |
| ------------------- | ------------------- | ------------------- | ---------- | ---------- | --------------- | --------------- | --------------- | -------------------- | -------------------- | -------------------- | ----------- | ----------- | ----------- | ------ | ------ |
| 2010-2011           | Sindelfingen        | 2FB                 | ?          | ?          | CG              | 2               | 0               |                      | -                    | -                    | -           | -           | -           | 2+     | 0+     |
| 2011-2012           | Sindelfingen        | 2FB                 | ?          | ?          | CG              | 2               | 0               |                      | -                    | -                    | -           | -           | -           | 2+     | 0+     |
| 2012-2013           | Sindelfingen        | FB                  | 20         | 1          | CG              | 2               | 0               |                      | -                    | -                    | -           | -           | -           | 22     | 1      |
| Totale Sindelfingen | Totale Sindelfingen | Totale Sindelfingen | 20+        | 1+         |                 | 6               | 0               |                      | -                    | -                    |             | -           | -           | 26+    | 1+     |
| 2013-2014           | Hoffenheim          | FB                  | 12         | 2          | CG              | 2               | 3               |                      | -                    | -                    | -           | -           | -           | 21     | 7      |
| 2014-2015           | Hoffenheim          | FB                  | 17         | 2          | CG              | 2               | 1               |                      | -                    | -                    | -           | -           | -           | 21     | 7      |
| 2015-2016           | Hoffenheim          | FB                  | 20         | 1          | CG              | 2               | 0               |                      | -                    | -                    | -           | -           | -           | 21     | 7      |
| 2016-2017           | Hoffenheim          | FB                  | 13         | 2          | CG              | 1               | 1               |                      | -                    | -                    | -           | -           | -           | 23     | 3      |
| 2017-2018           | Hoffenheim          | FB                  | 20         | 3          | CG              | 2               | 0               |                      | -                    | -                    | -           | -           | -           | 17     | 3      |
| 2018-2019           | Hoffenheim          | FB                  | 22         | 3          | CG              | 4               | 3               |                      | -                    | -                    | -           | -           | -           | 24     | 6      |
| 2019-2020           | Hoffenheim          | FB                  | 15         | 2          | CG              | 3               | 0               |                      | -                    | -                    | -           | -           | -           | 24     | 2      |
| 2020-2021           | Hoffenheim          | FB                  | 21         | 2          | CG              | 2               | 0               |                      | -                    | -                    | -           | -           | -           | 23     | 2      |
| 2021-2022           | Hoffenheim          | FB                  | 14         | 1          | CG              | 2               | 1               | UWCL                 | 9                    | 0                    | -           | -           | -           | 25     | 1      |
| Totale Hoffenheim   | Totale Hoffenheim   | Totale Hoffenheim   | 154        | 18         |                 | 20              | 9               |                      | 9                    | 0                    |             | -           | -           | 183    | 27     |
| Totale carriera     | Totale carriera     | Totale carriera     | 174+       | 19+        |                 | 26              | 9               |                      | 9                    | 0                    |             | -           | -           | 209+   | 28+    |

## Palmarès

### Club
- Campionato tedesco di seconda divisione: 1

Sindelfingen: 2011-2012 (girone Süd)